# Erich Hartmann
Erich Alfred Hartmann (Weissach, Baden-Wurtemberg, República de Weimar; 19 de abril de 1922-Weil im Schönbuch, Baden-Wurtemberg, Alemania; 20 de septiembre de 1993), apodado "Chico" (en alemán: Bubi) por sus camaradas alemanes y "El Diablo Negro" (en alemán: Der Schwarze Teufel) por sus adversarios soviéticos; fue un piloto de cazas alemán durante la Segunda Guerra Mundial, considerado el mejor as de la aviación en la historia de la guerra aérea. Voló en 1404 misiones y participó en 825 combates distintos. Se le acredita el derribo de 352 aviones Aliados: 345 soviéticos y 7 estadounidenses— mientras servía en la Luftwaffe. En el transcurso de la guerra, se vio obligado a realizar catorce aterrizajes forzosos con su caza debido a los daños sufridos por el impacto con fragmentos de las aeronaves enemigas que había derribado o por culpa de fallos mecánicos. Nunca fue derribado o forzado a aterrizar debido a fuego enemigo. 
Hartmann fue piloto de planeadores antes de la guerra, se alistó en la Luftwaffe en 1940 y completó la formación de piloto de caza en 1942. Fue destinado al Jagdgeschwader 52 (52.ª Ala de caza) en el Frente oriental y tuvo la suerte de servir bajo la supervisión de algunos de los pilotos más experimentados de la fuerza aérea alemana. Gracias a esto, mejoró rápidamente sus tácticas y número de victorias, que le hicieron merecedor de la prestigiosa Cruz de Caballero de la Cruz de Hierro con Hojas de Roble, Espadas y Diamantes el 25 de agosto de 1944, acreditando 301 victorias aéreas. En el momento de su concesión a Hartmann, era la máxima condecoración militar alemana. 
Erich Hartmann se anotó su victoria 352 y última a mediodía del 8 de mayo de 1945, horas antes del final de la guerra. Junto con el resto del Jagdgeschwader 52, se rindió al Ejército de los Estados Unidos y después fue entregado al Ejército Rojo. En un intento de presionarle para que entrara al servicio del Ejército Popular Nacional de la República Democrática Alemana, fue juzgado por falsos crímenes de guerra y condenado, aunque su sentencia fue anulada póstumamente por un tribunal ruso como un procesamiento malicioso. Fue sentenciado a 25 años de trabajos forzados y permaneció 10 años en varios campos de prisioneros y gulags en la Unión Soviética hasta su liberación en 1955.
En 1956, Hartmann ingresó en la recién creada Luftwaffe del Bundeswehr de la Alemania Occidental y se convirtió en el primer comandante del Jagdgeschwader 71 «Richthofen». Dejó prematuramente el Bundeswehr en 1970, en gran parte debido a su oposición a la adopción del caza F-104 Starfighter por la Luftwaffe y a los consiguientes encontronazos con sus superiores por este tema. En sus últimos años, tras el final de su carrera militar, se convirtió en instructor de vuelos civiles. Erich Hartmann falleció el 20 de septiembre de 1993 con 71 años.

## Primeros años
Erich Hartmann pasó los primeros años de su vida en Changsha, República de China (1912-1949), donde su padre Alfred Hartmann, que era médico, había emigrado para huir de la depresión económica que azotó a Alemania después de la Primera Guerra Mundial. Vivió allí hasta que la familia regresó a Alemania en 1928 a causa de la guerra civil china.
Hartmann tomó parte en el programa de entrenamiento de planeadores de la Luftwaffe, que apenas empezaba a reconstituirse, donde aprendió a volar bajo la instrucción de su madre, que era instructora de vuelo. Los Hartmann eran dueños de su propio planeador, pero la mala situación económica los forzó a venderlo. Cuando los nazis llegaron al poder en 1933, se incentivaron las clases de vuelo en planeador y la madre de Hartmann ayudó a crear una escuela. Para el año 1936, Erich Hartmann, con solo 14 años de edad, se había convertido en instructor de vuelo de planeadores.

## Comienzo en la Luftwaffe
En 1939 Hartmann obtuvo su licencia de piloto aviador y comenzó su entrenamiento militar el 1 de octubre de 1940 en varios centros de la Luftwaffe, entre otros el "10° Regimiento de Entrenamiento" en Neukuhren, en Prusia Oriental, y la "Escuela de Guerra Aérea" en Berlín. Aprendió a volar el Messerschmitt Bf 109, avión con el que obtendría sus victorias, en la escuela para pilotos de caza en Zerbst.
Al terminar su entrenamiento avanzado, Hartmann fue asignado en octubre de 1942 a la Jagdgeschwader 52 (JG52), que se convirtió en la unidad de combate aéreo más exitosa de la historia. En la JG52 Hartmann tuvo el beneficio de volar con muchos de los ases más importantes de la guerra. Realizó su primera misión de combate el 14 de octubre, volando como escolta de Paule Rossmann (93 victorias). La misión fue un desastre para Hartmann. Ignorando las órdenes de su jefe, atacó una formación soviética y al fallar sus disparos se encontró rodeado de enemigos, teniendo que escapar ocultándose entre las nubes. Finalmente su avión se quedó sin gasolina y se vio obligado a hacer un aterrizaje forzoso. Su primera victoria aérea la consiguió el 5 de noviembre de 1942 al derribar un Ilyushin Il-2 Shturmovik. Durante el resto de 1942 sólo logró contabilizar una victoria más.
Hartmann fue asignado al 7./JG52 para servir como escolta de Walter Krupinski (197 victorias), quien se convirtió en su mentor y amigo. Krupinski fue quien le dio el apodo de "Bubi", con el que sería conocido toda su vida y también quien le enseñó a tener paciencia y esperar hasta que estuviese a corta distancia del enemigo antes de abrir fuego. El 7 de julio de 1943 derribó siete aviones en un solo día durante los masivos combates aéreos que se dieron durante la batalla de Kursk. A comienzos de agosto ya totalizaba 50 victorias y durante el mes obtuvo 48 victorias adicionales. En septiembre fue nombrado Staffelkapitän (jefe del escuadrón) del 9./JG52

## Captura y escape detrás de líneas enemigas
El 19 de agosto de 1943, el escuadrón de Hartmann recibió órdenes de apoyar un contraataque con Ju-87 Stukas liderado por Hans-Ulrich Rudel. Durante el combate Hartmann derribó dos aviones enemigos, pero pedazos del fuselaje de una de sus víctimas impactaron a su avión, obligándolo a hacer un aterrizaje forzoso en territorio enemigo. Al ver Hartmann que soldados soviéticos se acercaban para capturarlo, fingió haber sufrido heridas internas. Los soldados rusos lo pusieron en una camilla y lo subieron a un camión para ser transportado. La columna soviética, sin embargo, fue atacada por los Stukas de Rudel y en la confusión Hartmann saltó de la parte trasera del camión y se ocultó en un campo de girasoles, logrando perder a sus seguidores. Se escondió hasta el anochecer y emprendió el regreso hacia las líneas alemanas. Al alcanzar un puesto de centinela alemán, uno de los soldados del puesto le disparó, pero la bala le atravesó los pantalones sin herirlo.
Durante el mes de octubre Hartmann logró 33 victorias más y el 29 de octubre de 1943, totalizando 148 victorias, fue condecorado con la Cruz de Caballero de la Cruz de Hierro. Terminó el año con 159 victorias.

## El Diablo Negro
Durante los meses de enero y febrero de 1944 Hartmann logró 50 victorias en 60 días. En el curso de 1944 Hartmann reivindicó 172 victorias, un total sólo superado por su amigo Wilhelm Batz. Esta impresionante cifra levantó sospechas entre el alto mando de la Luftwaffe y sus reclamos de victorias fueron cuidadosamente analizados. El 2 de marzo de 1944 alcanzó su victoria 202. Según cierta leyenda, para esta época, los soviéticos también empezaron a notar los logros de Hartmann. El código de radio de Hartmann, "Karaya 1", constantemente era escuchado alertando a sus compañeros para que verificaran sus derribos, y siempre según esta leyenda, el alto mando soviético ofreció una recompensa de 10 000 rublos al piloto que lo matara. Sin embargo, en realidad los soviéticos nunca se interesaron por los logros individuales de los pilotos alemanes, ni jamás ofrecieron recompensa alguna por ningún enemigo en la guerra. Sólo al fin de la Guerra Fría y la apertura consiguiente, es que los pilotos veteranos soviéticos se enteran de las afirmaciones de los ases alemanes.
El avión Messerschmitt Bf 109 que Hartmann volaba en esta época tenía la punta pintada de negro en forma de tulipán. Junto a la cabina estaba pintado además un corazón atravesado por una flecha con el nombre "Ursel" (el apodo de su novia Úrsula y futura esposa), y bajo el corazón estaba escrita la palabra "Karaya", el nombre del escuadrón de Hartmann. El fuselaje tenía un número "1", por ser el jefe del escuadrón. Todas estas marcas distintivas hacían al avión de Hartmann reconocible a los pilotos soviéticos, quienes le dieron el nombre de Cherniye Chort ("Diablo Negro") por el tulipán negro de la punta. La recompensa ofrecida por la cabeza de Hartmann no logró motivar a los pilotos soviéticos, quienes al ver el avión con punta negra frecuentemente evitaban el combate. Consecuentemente, el número de victorias de Hartmann y su unidad empezó a disminuir, lo cual finalmente forzó a Hartmann a quitar el tulipán negro de su avión y pintarlo igual al de sus compañeros. En los dos meses siguientes al cambio de pintura, Hartmann logró acumular 50 victorias más.
En marzo de 1944 Hartmann fue convocado junto con Gerhard Barkhorn, Walter Krupinski y Johannes Wiese para presentarse en Berchtesgaden y recibir personalmente de Adolf Hitler las hojas de roble para la Cruz de Caballero de la Cruz de Hierro. 
En mayo de 1944 Hartmann derribó dos P-51 Mustang de las Fuerzas Aéreas del Ejército de los Estados Unidos sobre Bucarest (Rumania), siendo estos dos aviones sus primeras víctimas no soviéticas. El 1 de junio de 1944 Hartmann derribó cuatro P-51 Mustang en un solo día sobre Ploieşti. Ese mismo mes, después de derribar dos P-51 más, su patrulla fue atacada por ocho cazas estadounidenses. Hartmann relata que durante el combate tenía un P-51 alineado en su mira, pero que al apretar el gatillo sólo escuchó que se había quedado sin munición. Para empeorar la situación, su avión se quedó sin gasolina y se vio forzado a saltar en paracaídas. Mientras flotaba lentamente a tierra los aviones estadounidenses volaron en círculos a su alrededor y uno parecía que se estaba alineando para dispararle, lo que naturalmente aterrorizó a Hartmann. Sin embargo, el piloto sólo pasó a su lado saludándolo con la mano.

## Diamantes

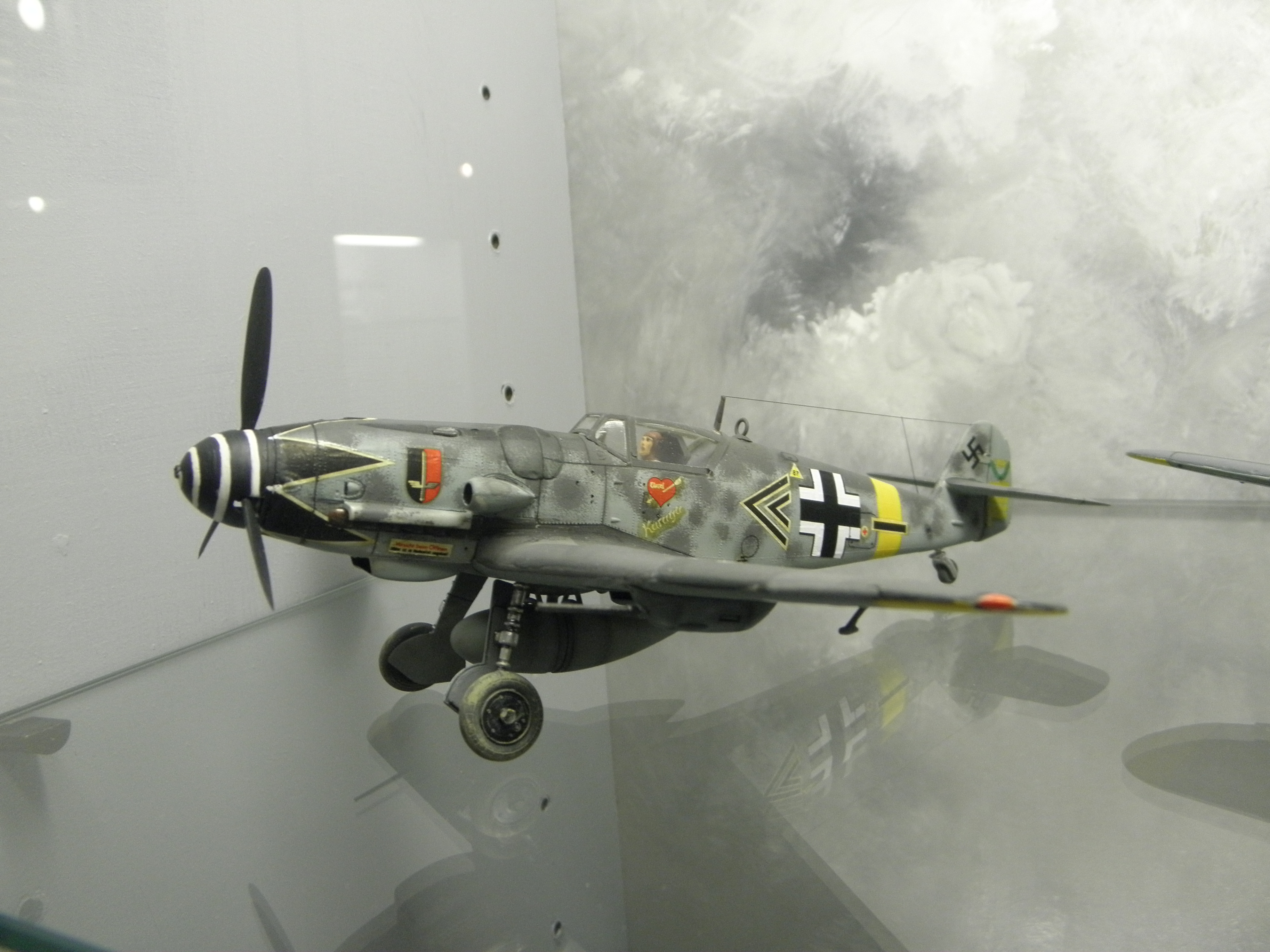
Modelo del Bf 109 de Hartmann con su característico esquema de combate.

El 17 de agosto de 1944 alcanzó su victoria 274, lo que lo convirtió en el as más exitoso de la guerra, pasando el número que Gerhard Barkhorn llevaba hasta ese momento. Erich Hartmann sobrepasó la marca de 300 victorias el 24 de agosto de 1944 al derribar once aviones en dos misiones, con lo que su total llegó a 301 victorias. Por orden de Hermann Göring se puso una prohibición de vuelo para Hartmann, pues Göring temía las repercusiones en la moral soviética y alemana si Hartmann era derribado en combate. Posteriormente esta prohibición fue cancelada gracias a los esfuerzos del propio Hartmann. Por sobrepasar las 300 victorias, Hartmann fue condecorado con los diamantes para la Cruz de Caballero de la Cruz de Hierro, nuevamente por el Führer en persona en el Wolfsschanze. Sólo 27 soldados recibieron los diamantes durante toda la guerra. Hartmann relata que en su conversación con Hitler, éste expresó que la guerra estaba "militarmente perdida" y que deseaba que fuera posible que en la Luftwaffe hubiera más hombres como Hans-Ulrich Rudel y como él.
Hartmann fue llamado para presentarse en Berlín por el "General de Cazas" Adolf Galland, que había dado la orden de que Hartmann fuese transferido al escuadrón de "expertos" que se estaba formando para volar el avión de reacción Messerschmitt Me 262. Hartmann le pidió a Galland que no lo trasladase, pues quería permanecer con su unidad. Galland, que siempre apreció el apoyo mutuo entre pilotos y la lealtad a unidades, canceló la orden de transferencia y la prohibición de vuelo para Hartmann, dándole además un descanso en Bad Wiessee. Ahí, el 10 de septiembre de 1944, Hartmann se casó con su novia desde la niñez, Úrsula "Ursel" Paetsch. Los testigos de la boda fueron Barkhorn y Batz.

## Rendición
Entre el 1 y el 14 de febrero de 1945 Hartmann fue comandante del I/JG53 hasta que fue remplazado por Helmut Lipfert. En marzo Adolf Galland le pidió por segunda vez a Hartmann que se uniera a las unidades que volaban el Messerschmitt Me 262. Hartmann asistió al programa de conversión bajo Heinrich Bär, y Galland quería que Hartmann se incorporara a la legendaria unidad JV 44 que el mismo Galland mandaba. Algunas fuentes indican que la decisión final de permanecer con el JG52 se debió a una solicitud por telegrama de Hermann Graf. La decisión de permancer con el JG52, una unidad apostada en el Frente Oriental, toda la guerra, tendría consecuencias graves para la vida de Hartmann. Fue hecho comandante del I/JG52 y el 17 de abril de 1945 consiguió su victoria 350.
Hartmann desobedeció una orden directa del general Hans Seidemann de que Graf y él volaran al sector británico para evitar ser capturados por los rusos, dejando al resto de la unidad a su suerte. Hartmann permaneció con su unidad, y el último día de la guerra, el 8 de mayo de 1945, alcanzó su última victoria, la 352, cuando derribó un Yak-9 cerca de Brno, República Checa. Posteriormente Hartmann ordenó que se destruyeran los 25 aviones del escuadrón y toda la munición. El I/JG52 se rindió a la 90.ª División de Infantería del Ejército de los Estados Unidos que se encontraba en el área.

## Cautiverio
El 24 de mayo de 1945 el ejército de los Estados Unidos entregó a Hartmann a los soviéticos, siguiendo los acuerdos de la Conferencia de Yalta, que especificaba que los soldados alemanes que pelearon contra los soviéticos tenían que rendirse a ellos. Si Hartmann se hubiera unido a la JV 44, este acuerdo no se hubiera aplicado a él, pues la unidad JV 44 luchó exclusivamente contra los aliados occidentales.
Los soviéticos trataron de convencer a Hartmann de que colaborara y que espiara a otros oficiales que estaban prisioneros con él. Al rehusar, recibió malos tratos y fue puesto en confinamiento solitario. Fue interrogado repetidas veces acerca de sus conocimientos del Messerschmitt Me 262, incluso amenazando la vida de su esposa. También hubo intentos sutiles de convertirlo al comunismo y ofertas de un puesto en la Fuerza Aérea de Alemania Oriental.
Al no poder convertir a Hartmann en un colaborador, los soviéticos optaron por acusarlo de crímenes de guerra. Se le acusó de matar a 780 civiles en el pueblo de Brjansk, atacar una fábrica de pan y de destruir 352 "costosos" aviones del pueblo soviético (en realidad eran 345, ya que 7 victorias fueron contra la USAF). Hartmann rehusó aceptar ninguna culpa y fue condenado a 25 años de trabajos forzados. Rehusó trabajar, por lo que fue puesto en confinamiento solitario. Varios prisioneros se rebelaron y lo liberaron, pero una vez sofocada la rebelión, pasó cinco meses más en solitario. Durante su cautividad murió su hijo, al que nunca vio.
Después de diez años y medio de cautiverio en gulags rusos, fue liberado finalmente en 1955 cuando el gobierno de Alemania Occidental y la Unión Soviética alcanzaron un acuerdo de intercambio comercial que incluía cláusulas para la liberación de los últimos prisioneros de guerra alemanes en la Unión Soviética.
En 1997 el gobierno de Rusia, sucesor legal de la Unión Soviética, exoneró a Erich Hartmann de todos los cargos contra él, admitiendo que su condena había sido ilegal. Pero eso fue 4 años después de su muerte.

## Carrera militar en la posguerra y retiro

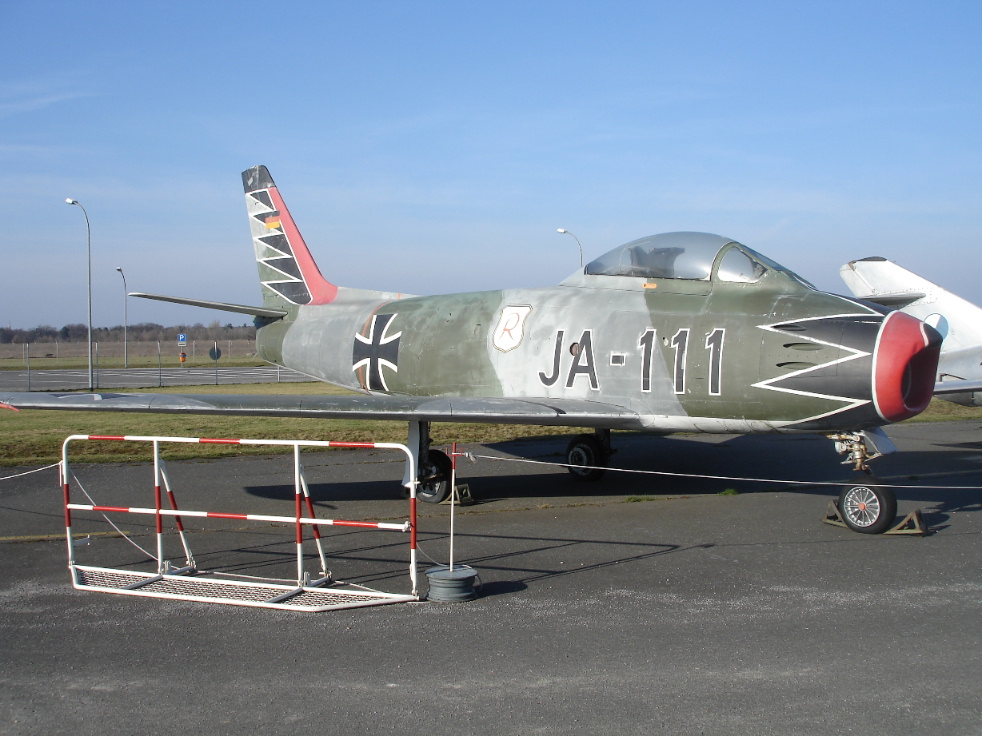
Canadair Sabre de la Luftwaffe pintado con el tulipán negro de Hartmann.

Erich Hartmann se alistó a la Luftwaffe (Bundeswehr) de Alemania Occidental, donde se le dio el mando de la primera unidad de aviones de reacción de la postguerra, el Jagdgeschwader 71 "Richthofen". La unidad fue equipada con aviones Canadair Sabre, una versión canadiense del F-86 Sabre, que fueron pintados con la punta en el diseño de tulipán negro usado por Hartmann durante la guerra. 

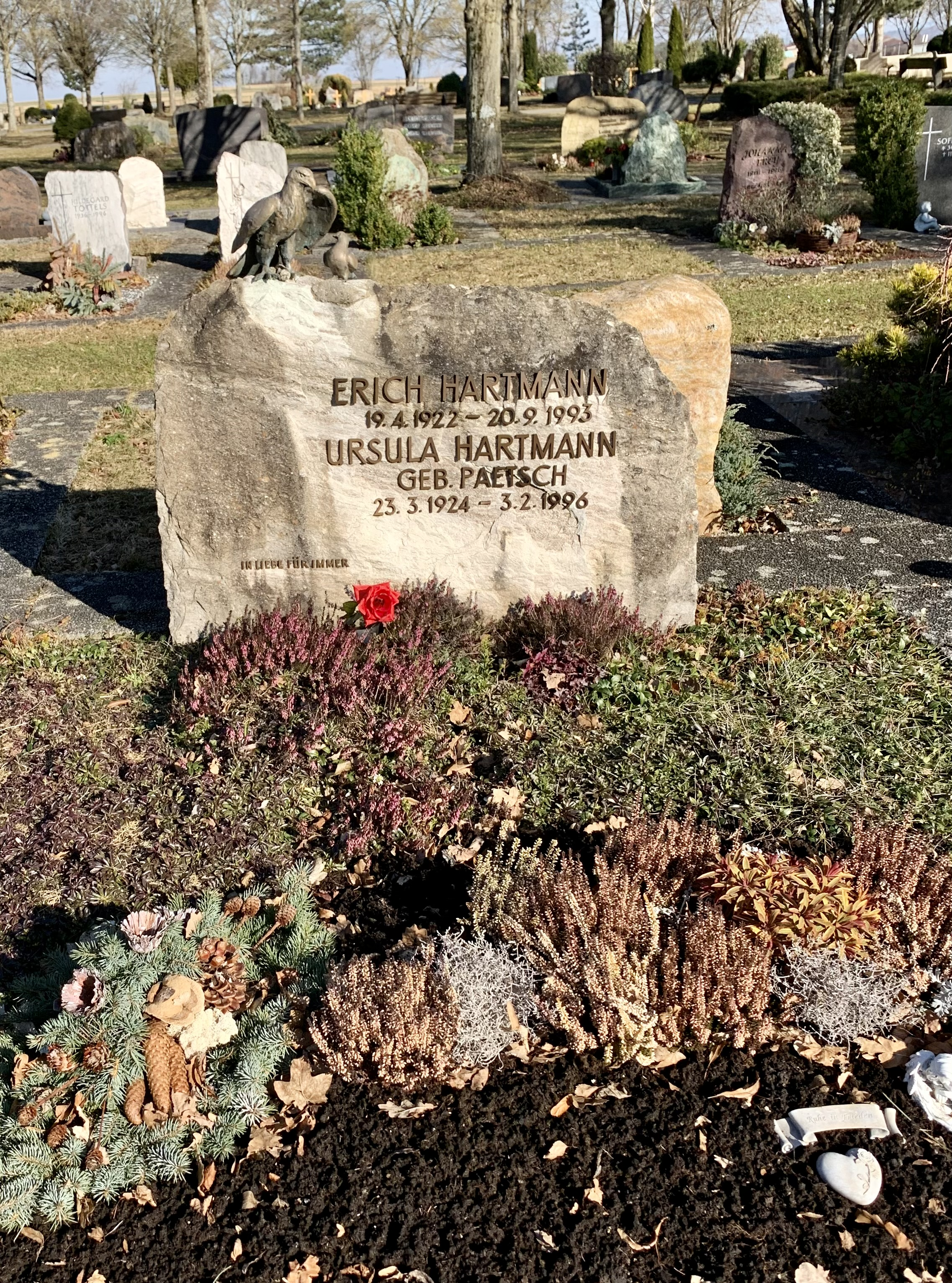

Posteriormente el JG71 "Richthofen" fue equipado con aviones Lockheed F-104 Starfighter. Hartmann se opuso fuertemente y de forma pública a que se adoptara este avión por considerarlo inseguro y mal diseñado. Su oposición al avión le trajo serias dificultades con sus superiores, que hicieron imposible que continuara como comandante de la unidad. Se retiró de la vida militar en 1970. El récord operativo de los F-104 validó la opinión de Hartmann, ya que el avión sufrió 282 accidentes y costó la vida de 115 pilotos mientras estuvo en servicio con la Luftwaffe (Bundeswehr).
Trabajó como instructor de vuelo antes de unirse a un equipo de vuelo acrobático liderado por Adolf Galland. Después de una enfermedad, abandonó el equipo y se dedicó nuevamente a la instrucción de vuelo.
Erich Hartmann, máximo as de la aviación de la historia, murió el 20 de septiembre de 1993 a la edad de 71 años.

## Táctica de combate y evaluación
A diferencia de Hans-Joachim Marseille, que era un gran tirador y maestro del tiro de deflexión, Hartmann era un cazador nato, que acechaba y sorprendía a su presa. Según él mismo admite, el 80% de sus víctimas cayeron derribadas sin tener tiempo de reaccionar. Aprovechaba el poder del motor de su Messerschmitt Bf 109 y su velocidad en picada, para acortar distancia rápidamente, abriendo fuego solamente cuando estaba a menos de 200 m de distancia del avión enemigo para causar el máximo daño posible. Luego aprovechaba la confusión que causaba la sorpresa del ataque para romper el contacto, antes de que sus enemigos se organizaran. Esta táctica de combate la aprendió volando como escolta de Walter Krupinski, quien favorecía este método.
Su técnica era efectiva, pero tenía ciertos riesgos. En varias ocasiones las piezas que se desprendían de los aviones enemigos bajo fuego, impactaron contra el avión de Hartmann, dañándolo y obligándolo a hacer aterrizajes forzosos. Hartmann no era un temerario como Hans-Ulrich Rudel, sino más bien era muy cuidadoso y prefería obtener una sola victoria a tomar riesgos innecesarios. Toda su vida estuvo muy orgulloso de que ninguno de sus escoltas murió mientras volaron con él. Su credo de combate era: "Ver - Decidir - Atacar - Romper contacto". Para Hartmann los combates de piruetas ("dogfight" en inglés; "Kurvenkampf" en alemán) eran "una pérdida de tiempo".
El número de victorias aéreas reivindicadas por Hartmann ha sido disputado tanto por historiadores anglosajones como soviéticos. Sin embargo, un análisis objetivo de los datos revela que las victorias reclamadas por Hartmann, en proporción con el número de combates aéreos en los que participó, es modesto si se le compara con los reclamos de victorias de docenas de pilotos de la Luftwaffe y de las fuerzas aéreas aliadas. El hecho más asombroso de la carrera de Hartmann no es su número de victorias, sino que durante la guerra y el curso de 825 combates aéreos no fue herido ni una sola vez, a pesar de tener que hacer 14 aterrizajes forzosos. Muchos de los mejores y más talentosos pilotos alemanes de la Segunda Guerra Mundial murieron o fueron heridos y puestos fuera de combate durante meses y años, teniendo una proporción de victorias/combates mucho mayor a la de Hartmann. Los pilotos aliados anglosajones más exitosos nunca acumularon, ni siquiera remotamente, el número de combates aéreos en los que Hartmann participó, y tenían el lujo de contar con un sistema de rotación que los libraba de tener que hacer misiones de combate después de alcanzar cierto número de misiones. Los pilotos alemanes, en cambio, tenían que volar, literalmente, hasta que murieran en combate, por lo que sus victorias sólo estaban limitadas por su longevidad.